# Fifth Harmony
Fifth Harmony byla americká dívčí hudební skupina, která byla vytvořená v druhé sérii americké verze soutěže X Factor. Členkami skupiny byly Ally Brooke, Normani Kordei, Dinah Jane a Lauren Jauregui. V roce 2016 opustila skupinu Camila Cabello. Podepsaly nahrávací smlouvu se Syco Music (kterou vlastní Simon Cowell) a s Epic Records, (kterou vlastní L.A. Reid), poté co v soutěži skončily na třetím místě po Tateovi Stevensovi a Carly Rose Sonenclar. V roce 2018 skupina oznámila pauzu na neurčitou dobu.
Po skončení soutěže se jejich debutový singl "Miss Movin' On" umístil na 76. místě v žebříčku Billboard Hot 100 a prodalo se ho přes 500 000 kopií. Jejich debutové EP Better Together bylo vydáno v roce 2013 a první týden od zveřejnění se umístil na 6. místě v žebříčku Billboard 200. Skupina získala v roce 2014 cenu v kategorii MTV umělec, který by se měl sledovat na MTV Video Music Awards.
Následovalo vydání singlů "BO$$" a "Sledgehammer" a studiového alba Reflection. Album se umístilo na 5. místě v žebříčku Billboard 200. Album podpořilo první turné – Reflection Tour, které začalo 27. února 2015 v San Franciscu a skončilo 27. března 2015 ve Filadelfii.
3. června 2015 byl singl "Worth It", který skupina nazpívala s raperem Kid Inkem, oceněn platinovou certifikací. První týden se písnička umístila na 14. místě v žebříčku Billboard Hot 100.
19. prosince 2016 Camila Cabello oznámila odchod ze skupiny skrze své zástupce.

## Kariéra

### 2012:X Factor
Fifth Harmony se skládal z pěti zpěvaček, které se úspěšně zúčastnily konkurzu do soutěže X Factor jako sólo zpěvačky, ale nedostaly se do etapy soutěže, kdy soutěžící navštěvují domy porotců. Později byly na konci takzvaného bootcampu vytvořeny Simonem Cowellem a do domů porotců se vydaly jako skupina. Původní jméno skupiny bylo "LYLAS" (akronym pro Love You Like a Sister), ale jiná skupina už se jmenovala "The Lylas" (čtyři sestry zpěváka Bruna Marse), které tvrdily, že show ukradla jejich jméno. Později LYLAS změnily své jméno na 1432 (což znamené I Love You Too), které bylo uveřejněno při první živé show 31. října 2012 při jejich prvním vystoupení s písničkou "We Are Never Ever Getting Back Together" od Taylor Swift. Simonovi a L.A. Reidovi se jméno vůbec nelíbilo a tak Simon navrhl, aby se skupina znovu přejmenovala. Při prvním vyřazovacím večeru se Simon Cowell rozhodoval mezi skupinou Sister C. a 1432. Skupina zpívala písničku "Skyscraper" od Demi Lovato. Simon se rozhodl poslat do TOP 10 1432 a bylo oznámeno, že se přejmenují a diváci budou moci online hlasovat o jménu. Publikum vybralo jméno "Fifth Harmony".
Při semi-finále skupina vystoupila s písničkami "Anything Could Happen" od Ellie Goulding a "Impossible" od Shontelle. Diváci poslaly skupinu do Top 3. Při finálovém večeru vystoupily znovu s písničkou "Anything Could Happen", která se stala písničkou série. Jejich druhá písnička byla "Give Your Heart a Break", kterou si zazpívaly s porotkyní soutěže Demi Lovato. Jejich poslední písničkou byla "Let it Be" od Beatles. Po prvním kole finále nezískaly dostatečný počet hlasů a nepostoupily do Top 2.

### 2013-14:Better Together
Po měsíci od finále druhé série X Factoru, byla skupina jmenována "Novou Pop Superstar roku 2013" magazínem Popdust. Začaly nahrávat coververze písniček a nahrávat je na YouTube. Tři z těchto cover verzí byly uznávány samotnými umělci jako Ed Sheeran, Ariana Grande a Mikky Ekko. Také s staly součástí EP skupiny Boyce Avenue nazvané Cover Collaborations, Volume 2,kam společně nahrály coververze písniček "Mirrors" od Justina Timberlakea a "When I Was Your Man" od Bruna Marse.
Jejich debutové EP Better Together bylo vydáno 22. října a umístilo se na 6. místě žebříčku Billboard 200, s 28 000 prodaných kopií. Jejich EP se také umístilo na 3. místě v žebříčku Billboard Digitální alba. Španělská verze EP Juntos a Juntos Acuoustic byly vydané 8. listopadu a umístily se na 2 a 12 místě Billboard žebříčku Top latinská alba. Hlavní singl "Miss Movin' On" se umístilo na 26. místě žebříčku Billboard Hot 100. Písnička získala zlatou certifikaci poté, co se jí prodalo na 500 000 kopií. "Miss Movin' On" získala nominaci na Teen Choice Award v kategorii Nejlepší rozchodová písnička. Další singl "Me & My Girls" získal cenu Radio Disney Music Award v kategorii "Nejlepší písnička, na kterou můžeš pařit se svojí nejlepší kamarádkou".
Během července a srpna roku 2013 Fifth Harmony vystupovaly po obchodních centrech po celých Spojených státech s turné nazvané "Harmonize America". 5. srpna 2013 skupina oslavila výročí pěti vystoupením, včetně vystoupení v divadle iHeartRadio a v Madison Square Park. Byly předkapelou zpěvačky Cher Lloyd při jejím turné I Wish Tour, které začalo 6. září 2013. 11. září skupina oznámila první turné "Fifth Harmony 2013" po Spojených státech a Kanadě. Po boku Demi Lovato předávaly cenu Nickovi Jonasovi při ceremoniálu Teen Choice Awards. 24. listopadu vystoupily s písničkou "Better Together" na červeném koberci při předávní cen American Music Awards. Demi Lovato oznámila, že skupina bude její předkapelou na dvou koncertech při jejím turné Neon Lights Tour.

### 2014-2015:Reflection,Hotel Transylvánie 2a průlom v kariéře
Na začátku roku 2013 skupina potvrdila, že začaly nahrávat studiové album s producenty Julianem Bunettou, Daylightem, Joe Londonem a Ricky Reedem. Čtvrté turné nazvané Fifth Times a Charm Tour bylo oznámeno na konci března 2014. Společnosti Epic Records oznámila posunutí vydání alba z 16. prosince 2014 na 27. ledna 2015.
Debutové album Reflection bylo nakonec vydáno 3. února 2015. Umístilo se na 5. místě v žebříčku Billboard 200. Hlavní singl "Boss" byl vydán 7. července 2014 a umístil se na 43. místě žebříčku Billboard Hot 100. Písnička získala platinovou certifikaci of RIAA. Druhý singl "Sledgehammer" se umístil na 21. místě žebříčku Billboard Hot 100. Třetí singl "Worth It", který nazpívaly s raperem Kid Inkem se umístil na 14. místě žebířku Billboard Hot 100 a stal se tak jejich nejvýše umístěným singlem. Písnička získala platinovou certifikaci za prodání milionu kopií. Také se stala jejich prvním mezinárodním hitem, kdy se umístila v Top 10 žebříčkách v Řecku, Libanonu a Lucembursku, v Top 20 v zemích jako Belgie, Kanada, Slovensko a Německo. V roce 2014 se staly tvářemi značky Clean & Clear.
28. října 2014 se objevily v jedné epizodě seriálu stanice MTV Faking It, kde vystoupily s písničkou "You Got It (The Right Stuff)" od New Kids On The Block. 4. prosince 2014 byly pozvané vystoupit na rozsvícení vánočního stromečku v Bílém domě, kde vystoupily s cover verzí písničky "All I Want for Christmas Is You" od Mariah Carey. Do Bílého domu se vrátily o Velikonocích. Měly vystupovat při předávání cen Billboard Music Awards, ale nakonec jen předávaly cenu. S písničkou "Worth It" vystoupily při finálové epizodě soutěže Dancing with the Stars.
16. června 2014 nahrála skupina písničku "I'm in Love With A Monster" pro film Hotel Transylvánie 2, který měl premiéru 25. září 2015. V červnu 2015 se Fifth Harmony staly tvářemi značky Candie's.

### 2016: 7/27 a odchod Camily
Skupina se po delší době ohlásila 25. února 2016 a oznámila, že druhé album 7/27 vydají 20. května 2016. Název alba je pojmenován po dni, kdy vznikla skupina v X Factoru. Později bylo oznámeno, že vydání alba bylo odsunuto o týden na 27. května, aby bylo lépe zachováno číslo 27. Z alba vyšla jako hlavní singl píseň Work from Home s rapperem Ty Dolla Sign. Píseň se stala největším hitem skupiny a na YouTube nasbíral videoklip k písni přes 2,3 miliardy zhlédnutí. Později z alba vyšly singly All in my Head (Flex) a That's My Girl. Skupina později vyjela na turné 7/27 Tour. Pro turné se staly hlavními předskokankami zpěvačky JoJo nebo Victoria Monét.
18. prosince 2016 bylo oznámeno, že Camila Cabello se rozhodla opustit skupinu.

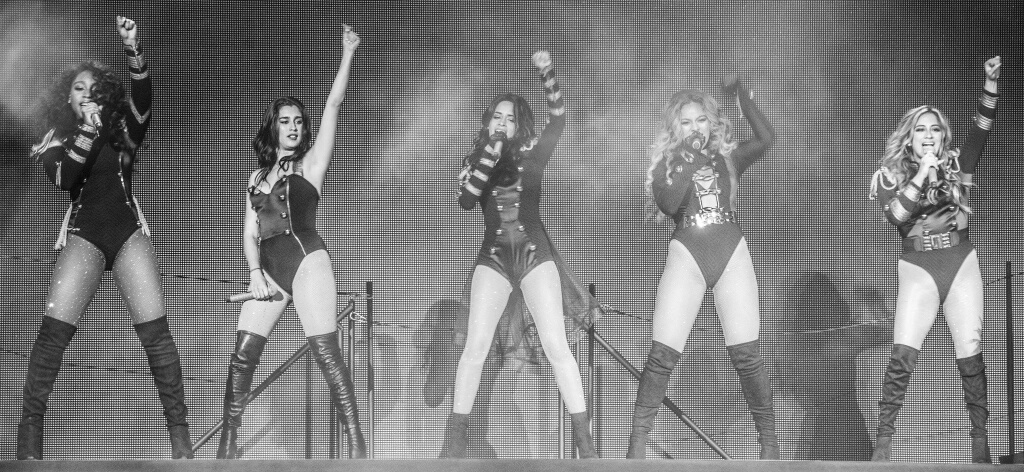
Skupina během vystoupení v roce 2016

### 2017-2018 Fifth Harmony a oznámení pauzy na neurčito
2. června 2017 skupina vydala úvodní singl Down k třetímu albu. 24. července oznámily, že třetí album se bude jmenovat stejně jako skupina Fifth Harmony. Album vyšlo 25. srpna 2018 a ve stejný den z něj vyšel singl He Like That. Skupina později vyjela na turné PSA Tour, pro které se stala předskokankou zpěvačka Becky G.
Dne 19. března 2018 skupina oznámila své rozhodnutí přijmout na dobu neurčitou pauzu. Jako rozloučení skupina vydala 18. května 2018 videoklip k písni Don't Say You Love Me. Členky poté v roce 2018 začaly vydávat vlastní písně a chystat své debutové alba.

## Členové

#### Ally Brooke

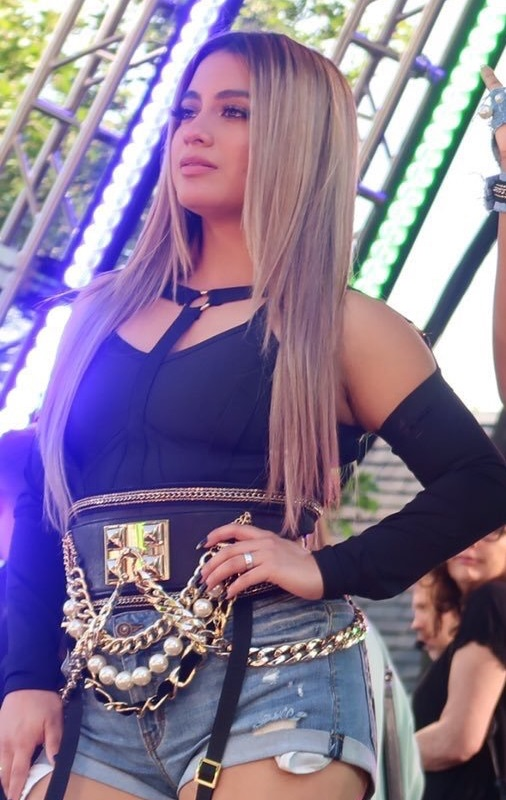
Ally v roce 2017

Allyson Brooke Hernandez se narodila 7. července 1993 v San Antoniu v Texasu. Je dcerou Jerryho a Patricie Hernandez. Má bratra Brandona. Má hispánské kořeny.

#### Normani Kordei

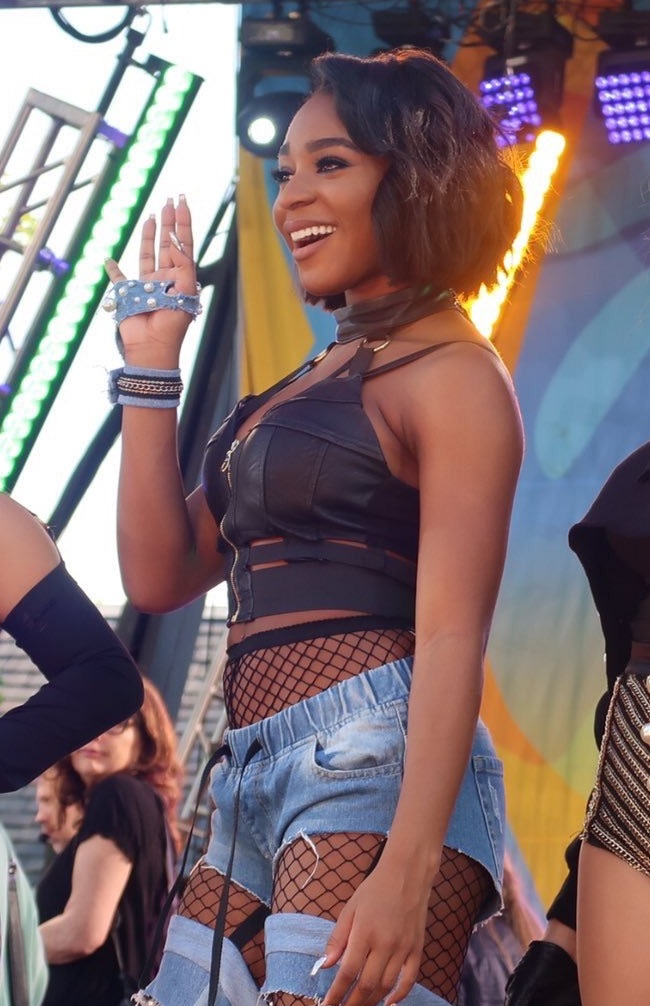
Normani v roce 2017

Normani Kordei Hamilton se narodila 31. května 1996 v Atlantě v Georgii. Je dcerou Derricka a Andrey Hamilton. Vyrostla v New Orleans. Poté se rodina přestěhovala do Houstonu v Texasu. Má starší nevlastní sestry Arielle a Ashlee. Od tří let začala vyhrávat soutěžte jako tanečnice a gymnastka. Ve 13 letech nahrála první singl. Také získala malou roli v seriálu stanice HBO Treme.

#### Lauren Jauregui

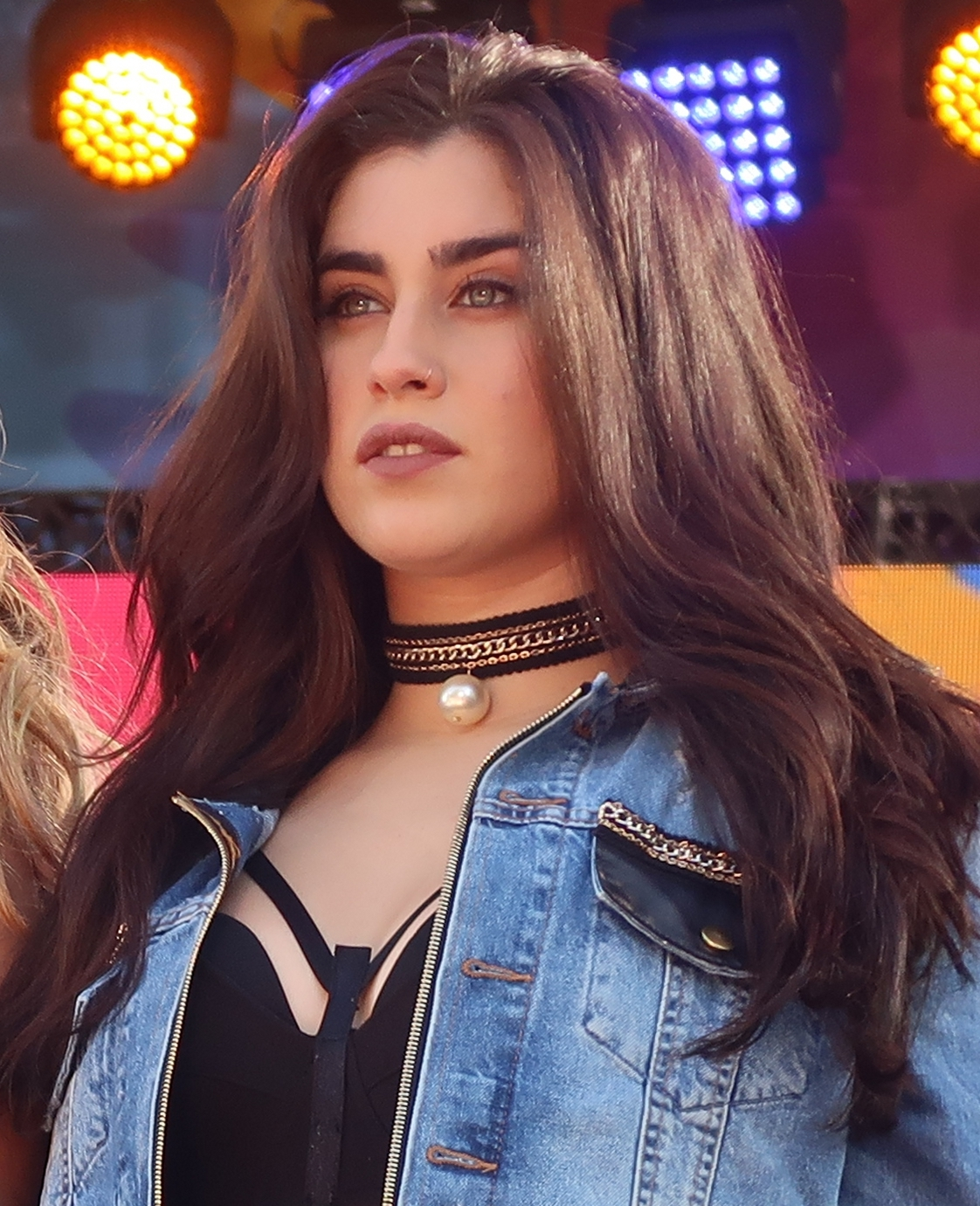
Lauren v roce 2017

Lauren Michelle Jauregui Morgado se narodila 27. června 1996 v Miami na Floridě. Je dcerou Michaela a Clary Jauregui. Má dva sourozence: Taylor a Chrise. Má hispánské kořeny.

#### Dinah Jane

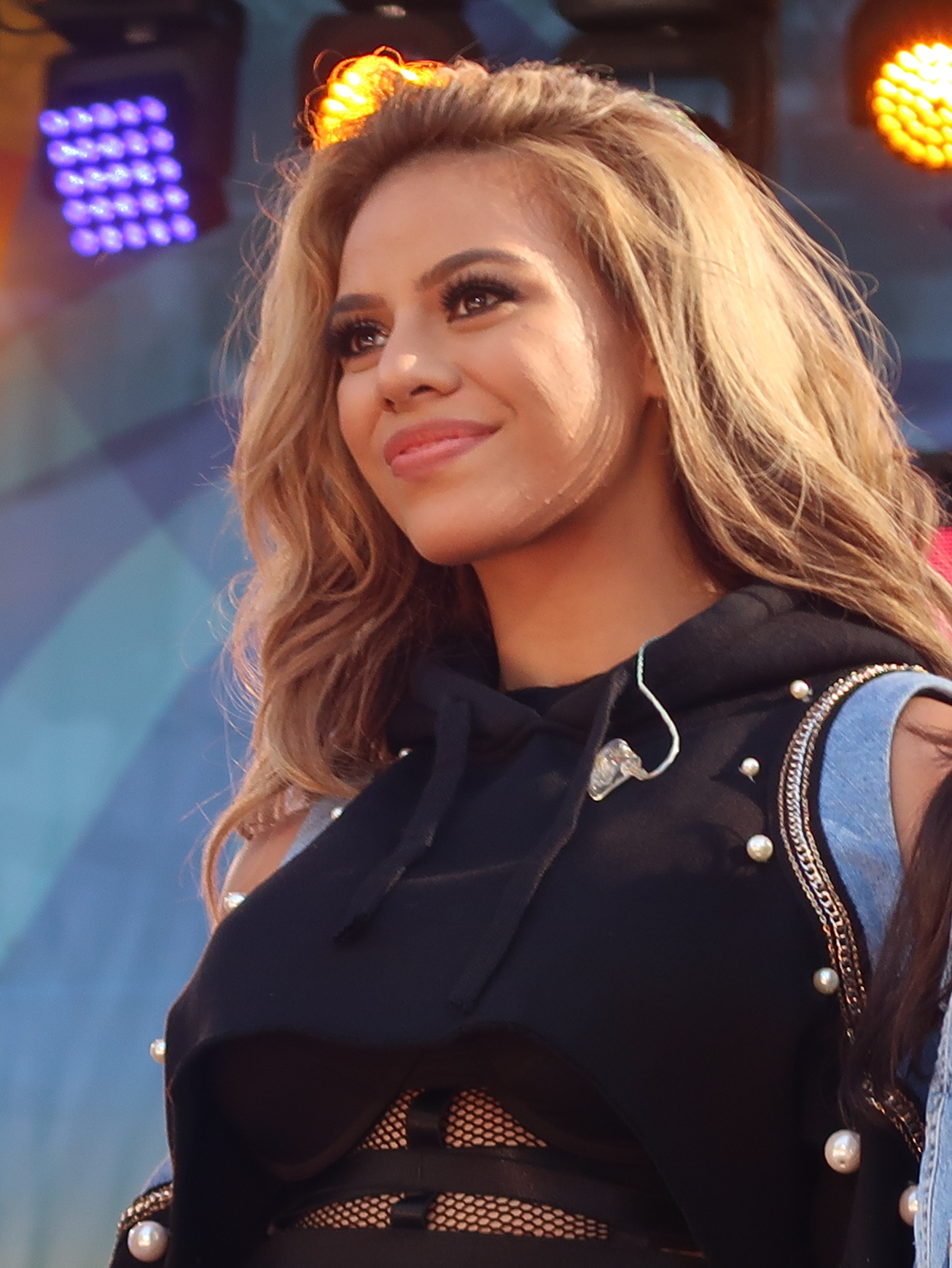
Dinah v roce 2017

Dinah Jane Hansen se narodila 22. června 1997 v Santa Aně v Kalifornii. Je dcerou Gordona a Maliky Hansen. Je nejstarší ze šesti sourozenců.

### Bývalí členové

#### Camila Cabello

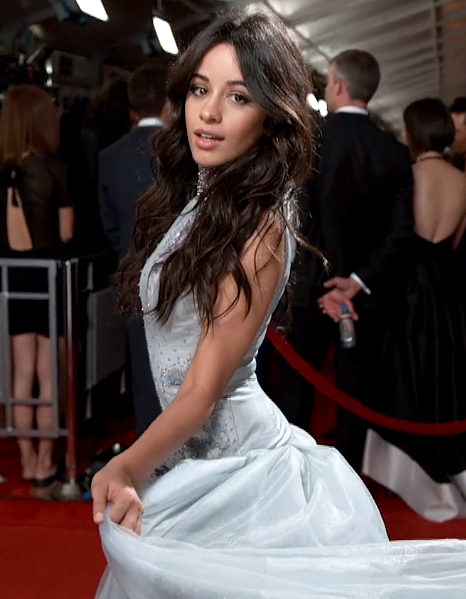
Camila v roce 2017

Karla Camila Cabello se narodila 3. března 1997 na Kubě. Je dcerou Alejandra a Sinuhe Cabello. Má sestru Sofiu. Má hispánské kořeny. Do jejích pěti let žila v Havaně a Mexiku, než se její rodina nastěhovala do Miami na Floridě.

## Diskografie
- Reflection (2015)
- 7/27 (2016)
- Fifth Harmony (2017)

## Turné

### Hlavní turné
- Harmonize American Mall Tour (2013)
- Fifth Harmony Mini Theatre Tour (2013)
- Worst Kept Secret Tour (2014)
- 5th Times a Charm Tour (2014)
- Reflection Tour (2015)
- 727 Tour (2016)

### Předkapela
- I Wish Tour – Cher Lloyd (2013)
- Neon Lights Tour (Severní Amerika) – Demi Lovato (2014)
- Live on Tour (Severní Amerika a Brazílie) – Austin Mahone (2014)

## Ocenění a nominace
| Rok  | Ocenění                         | Kategorie                                                      | Nominovaný                     | Výsledek          |
| ---- | ------------------------------- | -------------------------------------------------------------- | ------------------------------ | ----------------- |
| 2014 | MTV Europe Music Awards         | Nejlepší americký umělec                                       | Fifth Harmony                  | vítězství         |
|      | MTV Europe Music Awards         | Nejlepší umělec ze Severní Ameriky                             | Fifth Harmony                  | vítězství         |
|      | MTV Europe Music Awards         | Nejlepší světový umělec                                        | Fifth Harmony                  | nominace          |
|      | MTV Europe Music Awards         | Umělec na vzestupu                                             | Fifth Harmony                  | nominace          |
|      | MTV Video Music Awards          | Umělec, který by se měl sledovat                               | "Miss Movin' On"               | vítězství         |
|      | Music Choice 100                | Nejlepší fanouškové                                            | Harmonizers                    | vítězství         |
|      | Radio Disney Music Awards       | Objev roku                                                     | Fifth Harmony                  | vítězství         |
|      | Radio Disney Music Awards       | Nejlepší písnička, na kterou můžeš pařit s nejlepší kamarádkou | "Me & My Girls"                | vítězství         |
|      | Ride of Fame                    | Cesta ke slávě                                                 | Fifth Harmony                  | vítězství         |
|      | Shorty Awards                   | Nejlepší skupina na sociálních sítích                          | Fifth Harmony                  | vítězství         |
|      | Teen Choice Awards              | Nejlepší hudební skupina                                       | Fifth Harmony                  | nominace          |
|      | Teen Choice Awards              | Nejlepší průlomová skupina                                     | Fifth Harmony                  | nominace          |
|      | Teen Choice Awards              | Nejlepší letní skupina                                         | Fifth Harmony                  | nominace          |
|      | Teen Choice Awards              | Nejlepší rozchodová písnička                                   | "Miss Movin' On"               | nominace          |
|      | Teen Choice Awards              | Nejlepší písnička: skupina                                     | "BO$$"                         | vítězství         |
|      | Teen Choice Awards              | Nejlepší fanouškové                                            | Harmonizers                    | nominace          |
| 2015 | Hollywood Choice Awards         | Nejlepší album roku 2015                                       | Reflection                     | dosud nevyhlášeno |
|      | Hollywood Choice Awards         | Umělec roku 2015                                               | Fifth Harmony                  | dosud nevyhlášeno |
|      | Hollywood Choice Awards         | Nejlepší fanoušci roku 2015                                    | Harmonizers                    | dosud nevyhlášeno |
|      | MTV Fandom Awards               | Nejlepší armáda fanoušků roku                                  | Harmonizers                    | vítězství         |
|      | MTV Italian Music Awards        | Nejlepší umělec ze světa                                       | Fifth Harmony                  | nominace          |
|      | Nickelodeon Kids' Choice Awards | Nejlepší nový umělec                                           | Fifth Harmony                  | vítězství         |
|      | People's Choice Awards          | Průlomový umělec                                               | Fifth Harmony                  | nominace          |
|      | Radio Disney Music Awards       | Nejlepší hudební skupina                                       | Fifth Harmony                  | vítězství         |
|      | Radio Disney Music Awards       | Nejvíce uchycující se písnička                                 | "BO$$"                         | nominace          |
|      | Radio Disney Music Awards       | Nejlepší fanoušci                                              | Harmonizers                    | vítězství         |
|      | Shorty Awards                   | Nejlepší skupina na sociálních sítích                          | Fifth Harmony                  | nominace          |
|      | Teen Choice Awards              | Nejlepší písnička: skupina                                     | "Worth It" (featuring Kid Ink) | nominace          |
|      | Teen Choice Awards              | Nejlepší letní písnička                                        | "Worth It" (featuring Kid Ink) | vítězství         |
|      | Teen Choice Awards              | Nejlepší zamilovaná písnička                                   | "Sledgehammer"                 | nominace          |
|      | Teen Choice Awards              | Nejlepší dívčí hudební skupina                                 | Fifth Harmony                  | vítězství         |
|      | Teen Choice Awards              | Nejvíce sexy ženy                                              | Fifth Harmony                  | dosud nevyhlášeno |
|      | Teen Choice Awards              | Nejlepší letní hudební hvězda: skupina                         | Fifth Harmony                  | dosud nevyhlášeno |
|      | Youtube Music Awards            | Umělec roku                                                    | Umělec roku                    | vítězství         |
|      | YouTube Music Awards            | YouTube Music Awards                                           | Fifth harmony                  | vítězství         |
|      | Kids' Choice Awards             | Nejoblíbenější začínající interpret                            | Fifth harmony                  | vítězství         |
| 2016 | MTV Video Music Awards          | Nejlepší spoluprace                                            | Work from home                 | vítězství         |
|      | Kids' Choice Awards             | Nejoblíbenější hudební skupina                                 | Fifth harmony                  | vítězství         |
|      | People's Choice Awards          | Nejoblíbenější skupina                                         | Fifth harmony                  | vítězství         |
|      | Teen Choice Award               | Nejoblíbenější písničku léta                                   | Work from home                 | vítězství         |
|      | Radio Disney Music Award        | Nejlepši hudební skupina                                       | Fifth harmony                  | vítězství         |